# Rhizogoniaceae
Rhizogoniaceae, porodica pravih mahovina, dio reda Rhizogoniales; opisana je 1904.

## Rodovi
1. Calomnion Hook.f. & Wilson
2. Cryptopodium Brid.
3. Goniobryum Lindb.
4. Pyrrhobryum Mitt.
5. Rhizogonium Brid.